# Стрибки з трампліна на зимових Олімпійських іграх 1972
Змагання зі стрибків з трампліна на зимових Олімпійських іграх 1972 тривали з 6 до 11 лютого. Розіграно два комплекти нагород. Стрибки з великого трампліна відбулись на стадіоні Окураяма, а з нормального - на стадіоні Міяноморі (Японія).

## Чемпіони та призери

### Таблиця медалей
| Місце              | Країна             | Золото | Срібло | Бронза | Загалом |
| ------------------ | ------------------ | ------ | ------ | ------ | ------- |
| 1                  | Японія (JPN)       | 1      | 1      | 1      | 3       |
| 2                  | Польща (POL)       | 1      | 0      | 0      | 1       |
| 3                  | Швейцарія (SUI)    | 0      | 1      | 0      | 1       |
| 4                  | НДР (GDR)          | 0      | 0      | 1      | 1       |
| Загалом (4 збірні) | Загалом (4 збірні) | 2      | 2      | 2      | 6       |

### Види програми
| Дисципліна          | Золото                  | Золото | Срібло                      | Срібло | Бронза               | Бронза |
| ------------------- | ----------------------- | ------ | --------------------------- | ------ | -------------------- | ------ |
| Нормальний трамплін | Юкіо Касая · Японія     | 244.2  | Акіцуґу Конно · Японія      | 234.8  | Сейдзі Аоті · Японія | 229.5  |
| Великий трамплін    | Войцех Фортуна · Польща | 219.9  | Вальтер Штайнер · Швейцарія | 219.8  | Райнер Шмідт · НДР   | 219.3  |

## Країни-учасниці
У змаганнях зі стрибків з трампліна на Олімпійських іграх у Саппоро взяли участь спортсмени 16-ти країн.
- Австрія (3)
- Канада (4)
- Фінляндія (4)
- Франція (4)
- Західна Німеччина (3)
- НДР (5)
- Італія (1)
- Японія (5)
- Норвегія (5)
- Польща (4)
- Швейцарія (4)
- Швеція (2)
- Чехословаччина (5)
- СРСР (5)
- США (4)
- Югославія (4)